# Phaeoura triaria
Phaeoura triaria là một loài bướm đêm trong họ Geometridae.